# Каламоїхт калабарський
Каламоїхт калабарський (Erpetoichthys calabaricus) — вид риб родини багатоперих, єдиний вид роду Erpetoichthys. Зустрічається у Західній Африці від Нігерії до басейну Конго. Прісноводна та солонуватоводна демерсальна риба, що сягає 37 см завдовжки. Об'єкт акваріумістики.